# Comuna Hrîhorivka, Obuhiv
Hrîhorivka (în ucraineană Григорівка) este o comună în raionul Obuhiv, regiunea Kiev, Ucraina, formată din satele Hrîhorivka (reședința), Husacivka și Mateașivka.

## Demografie
Componența lingvistică a comunei Hrîhorivka
     Ucraineană (98,04%)
     Rusă (1,82%)
     Alte limbi (0,14%)
Conform recensământului din 2001, majoritatea populației comunei Hrîhorivka era vorbitoare de ucraineană (98,04%), existând în minoritate și vorbitori de rusă (1,82%).